# 13i
13i fue un canal de televisión por suscripción chileno que transmite desde Santiago. Fue la señal internacional de Canal 13, operado por Secuoya Chile y distribuido por Comarex.

## Historia
Su parrilla programática se sustenta gracias a los contenidos que se emiten en directo por la señal nacional de Canal 13, además de contenidos misceláneos, deportivos y noticiosos desarrollados especialmente para su emisión internacional.[cita requerida]
Entre 1995 y el 2000, Canal 13 tuvo una señal internacional, bajo el nombre de UCTV Chile. El 30 de junio de 2014, Canal 13 informó a través de su página oficial en Facebook el relanzamiento de la señal internacional, ahora bajo el nombre de 13i.[cita requerida]
En el año 2015, se la firmó un acuerdo la empresa Comarex, para la distribución y comercialización del canal en Latinoamérica y España.

## Programación
La programación actual de 13i es miscelánea, basada en programas de magazine, noticias, telenovelas, música y cultura. También hay contenidos que son comunes a la transmisión nacional de Canal 13, ya sean programas de producción propia o con derechos de difusión para el extranjero.
- 3x3
- Teletrece AM
- Matilde dedos verdes
- Tú decides
- Cadena nacional
- Vecinos puertas adentro
- Bienvenidos
- Teletrece tarde
- Tentación
- Brujas
- Vecinos en conflicto
- Crónica de un hombre santo
- Amor sin banderas
- Kino
- Conversando
- Contacto
- Islandia
- Irreversible nocturno
- Dinastía Sa-Sá
- Lugares que hablan
- Festival de Las Condes
- Sueños latinoamericanos
- La tarde millonaria
- La última Cuba
- Selva viva
- Las últimas tribus
- Una vez más
- De cuchara
- Siempre hay un chileno
- Corte nacional
- Nadie está libre
- En buen chileno
- Mi casa
- Solteros en busca del amor
- Plan V
- La entrevista de Raquel Correa
- Mi lado dulce
- Gala humor estelar
- Acoso textual
- La movida del Festival
- Creaciones
- Teletrece
- Chipe libre
- TV o no TV
- Cubox
- Sábado de reportajes
- Hacedor de hambre
- Semplicemente Pizza
- Cultura indómita
- Selva indómita
- Cultura milenaria
- Expedición Chile
- Cultura sagrada
- Vértigo
- Peleles
- Viva el lunes
- Martes 13
- A otra cosa, mariposa
- Homenaje gigante
- Especiales periodísticos de Canal 13
- Venga conmigo
- Los clásicos del 13
- T13 regional
- Cásate conmigo
- Contacto
- Travesía 13C
- Hora de infidentes
- En su propia trampa
- Los 80
- Mediomundo
- De chincol a jote
- Réplica
- Recomiendo Chile
- 6PM
- Usted no reconoce a Chile
- Recomiendo América
- Reviva el lunes
- Veinteañero a los 40
- Maravillas del mundo
- Digan la verdad
- Destinos del mundo
- Lugares que hablan de vacaciones
- El transiberiano
- City Tour on Tour
- Al sur del mundo
- Conciertos REC
- Gatas y tuercas
- Teatro en el 13
- Playa salvaje
- Almorzando en el 13
- Para eso estamos
- Machos
- Humor REC
- Lo viste en el 13
- Andrea, justicia de mujer
- El tiempo es oro
- Jugando a saber
- Más música
- La patrulla del desierto
- El mundo del Profesor Rossa
- Esta noche fiesta
- El triciclo
- Humor de Éxito
- Lunes Gala
- Cachureos
- Deporte color
- La belleza de pensar
- Noche de Ronda
- Mundo de Hernán Olguín
- Mamá mechona
- Bailando:ser famosos no basta
- Reality.Doc
- Grandes del humor en Canal 13
- Bandas criminales
- Estamos invitados
- Villa Dulce
- Futuro presente
- Amango
- Plato único
- Amor a domicilio
- Maravillozoo
- Amor a domicilio, la comedia
- Aplauso
- Carlo Cocina
- Más que amigos
- Diagnóstico
- Perla, tan real como tú
- Los perlas
- Vinilo
- Anakena
- Adrenalina
- Vivir así
- Na' que ver con Chile
- Papá mono
- Irreversible
- Testigo ocular
- Abrazar la vida
- Las Vega's
- Malos pasos
- Conexión Asia
- Locos por el baile
- Raquel y César Antonio presentan
- Nuestra hora
- Marparaíso
- Especial de Fiestas Patrias de Canal 13
- Noche de gigantes
- Gigante y usted
- En buen chileno: presidencial
- De Alaska a Patagonia
- A la antigua
- Diana
- Hola y adiós, historias de aeropuerto
- El camino del comediante
- Adiós, Haití
- Festival de Dichato 2018

Muchos programas y eventos deportivos con licencia internacional transmitidos por Canal 13 en Chile no pudieron ser transmitidos a través de la señal internacional de 13i por no contar con los derechos de emisión internacional y por los elevados costos de estos para todo el mundo sobre este tipo de emisiones, siendo ésta la principal razón de la diferencia de contenidos entre las dos señales.
Dentro de los programas transmitidos por Canal 13 que no se exhibieron en 13i, al igual que TV Chile se encontraban los siguientes:
- Teleseries extranjeras, principalmente las (brasileñas, turcas, estadounidenses, portuguesas, mexicanas, colombianas, argentinas y etc.)
- Películas extranjeras
- Dibujos animados extranjeros
- Juegos Olímpicos de Verano
- Juegos Olímpicos de Invierno
- Eliminatorias de los Mundiales Acá solo podían emitirse los partidos de Chile como local, y en diferido.
- Copa Confederaciones
- Mundiales de Fútbol
- Eurocopa
- Juegos Panamericanos
- Juegos Suramericanos
- Juegos Suramericanos de la Juventud (los Juegos Suramericanos de la Juventud de 2017, celebrados en Santiago de Chile pudieron emitirse, ya que Canal 13 era el canal oficial de este evento y además era quien generada las imágenes).
- Copa América
- Mi nombre es...
- Atrapa los millones
- MasterChef Chile
- MasterChef Celebrity Chile
- Junior MasterChef Chile
- The Voice Chile
- Quién quiere ser millonario
- Ridículos Chile
- Trato hecho
- El rival más débil
- El Show de Xuxa
- Video loco
- ¡Qué dice Chile!
- Soltera otra vez
- Lola
- El hombre de tu vida
- Ángel malo
- Alguien por quien vivir
- Las herederas
- La invitación
- Bravo
- ¿Te conté?
- Ellas por ellas
- Fácil de amar
- Marrón Glacé
- Champaña
- El amor está de moda
- Marrón Glacé, el regreso
- Corazón rebelde
- Los simuladores
- El momento de la verdad
- Yo soy Betty, la fea
- La isla de la fantasía
- Caso cerrado
- La pequeña casa de la pradera
- Camino al cielo
- Los Simpson
- Malcolm in the middle
- CSI: Crime Scene Investigation
- Empire
- La madrastra
- Sandro de América
- Bob Esponja
- Art Attack
- Starsky y Hutch
- Xica da Silva
- Bones
- Dinosaurios
- El amor tiene cara de mujer
- Andrea Celeste
- Dulce ave negra
- Chiquititas
- Pedro el escamoso
- El auténtico Rodrigo Leal
- Toda una dama
- La única mujer
- Celia
- El beso del escorpión
- Las amazonas
- Scream Queens
- Candy Candy
- Los Años Dorados
- Somos tu voz
- Amor prohibido
- El Sultán
- Kuzey Güney
- Rosa negra
- Selin
- Kosem la Sultana
- Paramparça
- Amor a segunda vista
- Kayıp
- Entre dos amores
- Huérfanas
- Buen partido
- La Ultima Frontera
- Perla negra
- ¡Grande, pa!
- El gran juego de la oca
- El príncipe del rap
- The Cosby Show
- La rueda de la suerte
- Los Tres Chiflados
- Supermarket
- Carrusel
- Sila
- Guardianes de la bahía
- Bananas en pijamas
- Diga lo que Vale
- Quién soy yo
- Contrarreloj
- Luis Miguel: la serie
- Pablo Escobar, el patrón del mal
- El bien amado
- Doña Xepa
- Pecado capital
- La sucesora
- Dancin' Days
- La mestiza
- Baila conmigo
- Ronda de piedra
- Agua viva
- La esclava Isaura
- Gabriela
- Loco amor
- Cuerpo a cuerpo
- Niña moza
- Selva de cemento
- Derecho de amar
- Roque Santeiro
- Amor con amor se paga
- Fiera radical
- La gata
- Vida nueva
- La reina de la chatarra
- Top Model
- Dime luna
- Felicidad
- Vereda tropical
- La guerra de los sexos
- Despedida de soltero
- Mujeres de arena
- La sonrisa del lagarto
- Sueño mío
- Tropicaliente
- Cuatro por cuatro
- Vamp
- Vidas cruzadas
- Cara y cruz
- Historia de amor
- El rey del ganado
- Ojo por ojo
- Por amor
- Torre de Babel
- Pecado capital
- La indomable
- Fuerza del deseo
- Terra Nostra
- Lazos de familia
- Puerto de los milagros
- Chiquinha Gonzaga

## Cese de transmisiones
Pese a los esfuerzos por llevar la señal de 13i, no logró tener los resultados esperados por Canal 13, sumado el nulo interés de los cableoperadores extranjeros de incorporar la señal a su parrilla que tuvo un cierre de la señal internacional y su sitio web 13i.tv el 15 de agosto de 2024, a casi 10 años de su relanzamiento.